# Forex Brașov
Forex Brașov ist ein rumänischer Sportverein aus Brașov. Zu dem Verein gehören Abteilungen in drei Sportarten: Fußball, Fechten und Eiskunstlauf. Der Verein wurde am 3. Oktober 2002 gegründet und wird seither von dem auf dem Gebiet der Holztechnik tätigen Geschäftsmann Nicolae Țucunel finanziert. Zu den weiteren Investoren gehörte zeitweise auch Ion Matei, der Schwiegervater des rumänischen Fußballnationalspielers Adrian Ilie.

## Fußballabteilung

### Geschichte
Das Fußballteam des Vereins startete mit seinem ersten offiziellen Spiel am 5. September 2003 unter Manager Alexandru Andrași und Trainer Eugen Moldovan in der Divizia C, für die das Startrecht von dem Staffelsieger der Divizia D aus dem Kreis Covasna abgekauft worden war. Nach schwachen Ergebnissen an den ersten Spieltagen der Saison trat Trainer Moldovan zurück und wurde durch Spielertrainer Cristian Vasc, der vor der Saison von FC Brașov zu Forex gewechselt war, ersetzt. Am Ende der Saison 2003/04 stand mit dem zwölften Rang der sportliche Abstieg fest, woraufhin am 1. Juni 2004 Andrași und Vasc von Mäzen Țucunel entlassen wurden. Im Juni 2004 erreichte Țucunel in Verhandlungen mit den Verantwortlichen des in der Vorsaison auf dem fünften Rang platzierten Ortsrivalen Romradiatoare Brașov, dass sich dieser Forex anschloss. Forex übernahm sämtliche vertraglichen Verpflichtungen, die Spieler sowie Trainer Decebal Câmpeanu von Romradiatoare und erhielt im Gegenzug den Startplatz in der dritthöchsten Spielklasse. Im Juli 2004 wurde mit Adrian Hârlab, dem bisherigen Trainer von CF Predeal, ein neuer Chefcoach verpflichtet, der von Decebal Câmpeanu assistiert wurde. Zudem gelang es Țucunel im Herbst 2004, den ehemaligen Trainer Nicolae Proca als Berater für die „Förster“ (rumänisch: pădurarii) zu gewinnen, so dass in der Saison 2004/05, nach dreizehn aufeinanderfolgenden Siegen in der Rückrunde, der Aufstieg in die Divizia B gelang. Dort schaffte Forex gleich in der Spielzeit 2005/06 als Tabellenzweiter die Qualifikation für die Relegationsspiele, die zum Aufstieg in die Divizia A berechtigten. Nach einem Sieg gegen FC Bihor Oradea ging das entscheidende Spiel gegen Unirea Urziceni jedoch knapp verloren. In der Folgesaison lag Forex nach der Hinrunde noch auf dem zweiten Tabellenrang, bevor es zu einem kontinuierlichen Abstieg kam, der nach der Heimniederlage am 14. April 2007 in der Entlassung von Trainer Hârlab mündete. Sein Nachfolger wurde Gabriel Stan, der die Mannschaft zum Ende der Saison auf den vierten Platz führte. Dennoch wurde er am 11. Juni 2007 entlassen, da der Aufstieg in die Liga 1 durch zwei Niederlagen in den letzten drei Meisterschaftsspielen verpasst worden war. Am 3. Juli 2007 übernahm Alexandru Pelici, der bisherige Trainer von FCM Reșița, das Training der Mannschaft, die in der Saison 2007/08 den Aufstieg deutlich verfehlte und am Ende auf dem sechsten Rang landete. Nach der Saison bahnte sich zunächst eine Fusion mit dem Drittligisten Transil Târgu Mureș, der an dem Kauf des Zweitligastartrechts von Forex und der Verlegung der Mannschaft nach Târgu Mureș interessiert war, an. Die Übernahme wurde zwar am 31. Mai 2008 schon offiziell besiegelt, scheiterte jedoch zwei Wochen später in letzter Instanz an dem von Țucunel geforderten Kaufpreis von 300.000 Euro. Trainer Pelici hatte den Verein zu diesem Zeitpunkt bereits verlassen und sich Anfang Juni 2008 auf einen Einjahresvertrag mit Arieșul Turda geeinigt. Am 2. Juli 2008 unterschrieb Alin Artimon einen Einjahresvertrag als Trainer bei Forex und startete mit einem stark verjüngten Team in die neue Saison. Artimon wurde jedoch bereits am 22. September 2008 nach sechs Spieltagen der Saison 2008/09 wieder entlassen und durch den bisherigen Co-Trainer Călin Moldovan ersetzt. Am 21. Oktober 2008 gaben der Präsident des Vereins, Nicolae Țucunel, und der Sportdirektor, Ilie Luca, bekannt, dass der Klub seine erste Fußballmannschaft auf Grund von „Perspektivlosigkeit“ mit sofortiger Wirkung aus dem Meisterschaftsbetrieb der Liga II zurückgezogen hätte. Zu diesem Zeitpunkt befand sich der Klub, der in den ersten zehn Spielen nur einen Sieg und zwei Unentschieden erringen konnte, abgeschlagen auf dem letzten Tabellenplatz. Lediglich die Kinder- und Jugendteams wurden zunächst aufrechterhalten. Călin Moldovan erhielt im Januar 2009 einen Vertrag als Co-Trainer von Alexandru Pelici bei Arieșul Turda.
In der Saison 2009/10 startete Forex dennoch unter Florin Dârvăreanu, dem bisherigen Jugendtrainer und ehemaligen Co-Trainer von Călin Moldovan, mit einer sehr jungen Mannschaft in der Liga IV und belegte in der Staffel des Kreises Brașov den vierten Rang. Călin Moldovan kehrte im Sommer 2010 als Cheftrainer zurück und setzte die Zusammenarbeit mit Florin Dârvăreanu als Assistent fort. In der Folgesaison gewann Forex diese Staffel, scheiterte in dem Aufstiegsspiel zur Liga III jedoch nach Verlängerung und Elfmeterschießen an Atletic Fieni, dem Vertreter des Kreises Dâmbovița. Nicolae Țucunel beschloss daraufhin, die Mannschaft für die Saison 2011/12 nicht mehr anzumelden und Forex nur noch als Fußballschule weiter zu betreiben.

### Platzierungen
| Saison                                             | Liga      | Platz            | Tore  | Punkte | Bemerkungen                                     |
| -------------------------------------------------- | --------- | ---------------- | ----- | ------ | ----------------------------------------------- |
| 2003/04                                            | Divizia C | 12. von 14       | 20:28 | 30     | Abstieg und Erwerb des Startrechts durch Fusion |
| 2004/05                                            | Divizia C | 1. von 14        | 51:13 | 60     | Aufstieg                                        |
| 2005/06                                            | Divizia B | 2. von 16        | 55:31 | 59     | Niederlage in Relegationsspielen                |
| 2006/07                                            | Liga II   | 4. von 18        | 45:28 | 56     |                                                 |
| 2007/08                                            | Liga II   | 6. von 18        | 36:24 | 51     |                                                 |
| 2008/09                                            | Liga II   | ohne Platzierung |       |        | Rückzug und Zwangsabstieg                       |
| 2009/10                                            | Liga IV   | 4. von 18        | 73:39 | 61     |                                                 |
| 2010/11                                            | Liga IV   | 1. von 18        | 83:21 | 80     | Niederlage in Relegationsspiel und Rückzug      |
| grün unterlegt: Aufstieg orange unterlegt: Abstieg |           |                  |       |        |                                                 |

### Bekannte Spieler
- Cosmin Băcilă
- Florin Manea
- Florin Stângă
- Alexandru Vagner

### Ehemalige Trainer
- Eugen Moldovan (Frühjahr 2003 bis Herbst 2003)
- Cristian Vasc (Herbst 2003 bis 1. Juni 2004)
- Adrian Hârlab (Juli 2004 bis April 2007)
- Gabriel Stan (April 2007 bis 11. Juni 2007)
- Alexandru Pelici (3. Juli 2007 bis Juni 2008)
- Alin Artimon (2. Juli 2008 bis 22. September 2008)
- Călin Moldovan (22. September 2008 bis 21. Oktober 2008, Sommer 2010 bis Sommer 2011)
- Florin Dârvăreanu (Sommer 2009 bis Sommer 2010)

### Stadion
Das Stadion, in dem Forex seine Heimspiele austrug, wurde 1940 erbaut und diente lange Jahre unter dem Namen Stadionul Tractorul dem Zweitligisten Tractorul Brașov als Heimstätte. Es wurde von Țucunel 2002 für 30.000 US-Dollar ersteigert und im Frühjahr 2003 grundlegend renoviert. Weitere Modernisierungsarbeiten fanden 2005 nach dem Aufstieg von Forex in die Divizia B statt. Unmittelbar nach dem Rückzug von Forex aus der Liga II im Oktober 2008, gab Țucunel, der inzwischen zum Präsidenten der Industrie- und Handelskammer Brașov ernannt worden war, bekannt, dass für das Jahr 2009 der Abriss des Stadions und der Neubau eines Einkaufszentrums und eines Hotels auf dem inzwischen zehn Millionen US-Dollar teuren Gelände vorgesehen sei.

## Sonstiges
Im Frühjahr 2004 bestritt auch ein Männervolleyballteam seine Ligaspiele unter dem Namen CSU-Forex Brașov. Der Klub, bei dem es sich um den Nachfolgeverein von Tractorul Brașov handelte, nahm jedoch aus finanziellen Gründen nicht an den Relegationsspielen, die zu dem Aufstieg in die erste Liga berechtigten, teil und stand daraufhin kurz vor der Auflösung. Das Männerbasketballteam konnte hingegen wie geplant in der Saison 2004/05 an dem Meisterschaftsbetrieb der ersten rumänischen Liga teilnehmen.
2004 war CSU-Forex Brașov zudem einer der führenden Klubs Rumäniens auf dem Gebiet der Rhythmischen Sportgymnastik.